# Ian Rodríguez
Ian Geoffrey Rodríguez Wright (Quiche, Guatemala; 28 de julio de 2000) es un piloto de automovilismo guatemalteco. Actualmente compite en la European Le Mans Series con Team Virage en la categoría LMP2.

## Carrera

### Inicios
Nacido en la Ciudad de Guatemala, Rodríguez comenzó su carrera en el karting en 2010. Compitió en karts durante cuatro años, en donde ganó la Gran Final Internacional Easykart en 2012.

### Indy Pro 2000
Rodríguez hizo su debut en la Indy Pro 2000 en Indianápolis con RP Motorsport Racing. Corrió en cuatro fines de semana y obtuvo dos podios. El guatemalteco finalizó 13º en la clasificación.

### Fórmula Regional

#### 2020
En 2020, Rodríguez hizo su debut en el Campeonato de Fórmula Regional Europea, esto de la mano de DR Formula RP Motorsport en la ronda de Imola. Consiguió sorprender a todos, ganando la primera carrera del fin de semana y consiguiendo el segundo puesto en la segunda carrera. Al final del año, Rodríguez había anotado 45 puntos y terminó 13º en el campeonato.

#### 2021
Para el siguiente año, Rodríguez volvería a los Estados Unidos, esto para competir en el Campeonato de Fórmula Regional de las Américas con Newman Wachs Racing, en donde lograría conseguir una victoria en Brainerd para terminar en octava posiciones en el campeonato.

## Resumen de carrera
| Temporada | Categoría                                      | Equipo                   | Carreras     | Victorias    | Poles        | VR           | Podios       | Puntos       | Pos.         |
| --------- | ---------------------------------------------- | ------------------------ | ------------ | ------------ | ------------ | ------------ | ------------ | ------------ | ------------ |
| 2015      | Campeonato de Italia de Fórmula 4              | DRZ Benelli              | 3            | 0            | 0            | 0            | 0            | 0            | 28.º         |
| 2016      | Campeonato de Italia de Fórmula 4              | DRZ Benelli              | 18           | 0            | 0            | 0            | 1            | 43           | 17.º         |
| 2017      | Campeonato de Italia de Fórmula 4              | DRZ Benelli              | 21           | 1            | 0            | 0            | 2            | 115          | 7.º          |
| 2018      | Campeonato de Italia de Fórmula 4              | DRZ Benelli              | 14           | 0            | 0            | 0            | 3            | 78           | 9.º          |
| 2019      | Campeonato de Italia de Fórmula 4              | DRZ Benelli              | 3            | 0            | 0            | 0            | 0            | 13           | 21.º         |
| 2019      | Indy Pro 2000                                  | RP Motorsport Racing     | 8            | 0            | 0            | 1            | 2            | 132          | 13.º         |
| 2020      | Campeonato de Fórmula Regional Europea         | DR Formula RP Motorsport | 3            | 1            | 0            | 0            | 2            | 45           | 13.º         |
| 2021      | Campeonato de Fórmula Regional de las Américas | Newman Wachs Racing      | 10           | 1            | 0            | 0            | 3            | 92           | 8.º          |
| 2022      | Le Mans Cup - LMP3                             | Team Virage              | 5            | 0            | 0            | 0            | 0            | 0            | NC           |
| 2022      | European Le Mans Series - LMP2                 | Team Virage              | 3            | 0            | 0            | 0            | 0            | 0            | 29.º         |
| 2023      | European Le Mans Series - LMP2                 | Team Virage              | Disputándose | Disputándose | Disputándose | Disputándose | Disputándose | Disputándose | Disputándose |
| Fuente:   |                                                |                          |              |              |              |              |              |              |              |

## Resultados

### Campeonato de Fórmula Regional Europea
(Clave) (negrita indica pole position) (cursiva indica vuelta rápida)

| Año  | Equipo                   | 1   | 1   | 1   | 2   | 2   | 2   | 3   | 3   | 3   | 4   | 4   | 4   | 5   | 5   | 5   | 6   | 6   | 6   | 7   | 7   | 7   | 8   | 8   | 8   | Pos. | Puntos |
| ---- | ------------------------ | --- | --- | --- | --- | --- | --- | --- | --- | --- | --- | --- | --- | --- | --- | --- | --- | --- | --- | --- | --- | --- | --- | --- | --- | ---- | ------ |
| 2020 | DR Formula RP Motorsport | MIS | MIS | MIS | LEC | LEC | LEC | SPI | SPI | SPI | MUG | MUG | MUG | MNZ | MNZ | MNZ | BAR | BAR | BAR | IMO | IMO | IMO | VLL | VLL | VLL | 13.º | 45     |
| 2020 | DR Formula RP Motorsport |     |     |     |     |     |     |     |     |     |     |     |     |     |     |     |     |     |     | 1   | 2   | 9   |     |     |     | 13.º | 45     |

### European Le Mans Series
(Clave) (negrita indica pole position) (cursiva indica vuelta rápida)

| Año   | Escudería   | Clase | Automóvil | 1     | 2   | 3   | 4      | 5      | 6      | Pos. | Puntos |
| ----- | ----------- | ----- | --------- | ----- | --- | --- | ------ | ------ | ------ | ---- | ------ |
| 2022  | Team Virage | LMP2  | Oreca 07  | LEC   | IMO | MNZ | BAR 14 | SPA 14 | ALG NC | 29.º | 0      |
| 2023* | Team Virage | LMP2  | Oreca 07  | BAR 9 | LEC | ARA | SPA    | ALG    | ALG    | 9.º* | 2*     |

- * Temporada en progreso.